# 트랜잭트 SQL
트랜잭트 SQL(Transact-SQL, T-SQL)은 마이크로소프트와 사이베이스가 SQL(구조 질의어)에 기능을 확장한 것이다. T-SQL은 SQL 표준 상에서 확장하여 문자열 처리, 날짜 처리, 계산 등을 위한 다양한 지원 함수, DELETE 및 UPDATE 문에 대한 변경, 절차적 프로그래밍, 지역 변수를 포함한다. 이러한 부가 기능들은 트랜잭트 SQL을 튜링 완전으로 만든다.
참고로 SQL의 오라클판 확장은 PL/SQL이다.
트랜잭트 SQL은 마이크로소프트 SQL 서버 사용 시에 주요하다. SQL 서버 인스턴스와 통신하는 모든 애플리케이션들은 애플리케이션의 사용자 인터페이스에 관계 없이 트랜잭트 SQL 문을 서버에 송신함으로써 이 일을 처리한다.

## 변수
트랜잭트 SQL의 흐름 제어 키워드로 BEGIN / END, BREAK, CONTINUE, GOTO, IF / ELSE, RETURN, WAITFOR, WHILE이 있다.
IF와 ELSE
```
IF
 
DATEPART
(
dw
,
 
GETDATE
())
 
=
 
7
 
OR
 
DATEPART
(
dw
,
 
GETDATE
())
 
=
 
1

   
PRINT
 
'It is the weekend.'

ELSE

   
PRINT
 
'It is a weekday.'

```

BEGIN과 END
```
IF
 
DATEPART
(
dw
,
 
GETDATE
())
 
=
 
7
 
OR
 
DATEPART
(
dw
,
 
GETDATE
())
 
=
 
1

BEGIN

   
PRINT
 
'It is the weekend.'

   
PRINT
 
'Get some rest on the weekend!'

END

ELSE

BEGIN

   
PRINT
 
'It is a weekday.'

   
PRINT
 
'Get to work on a weekday!'

END

```

WHILE
```
DECLARE
 
@i
 
INT

SET
 
@i
 
=
 
0

WHILE
 
@i
 
<
 
5

BEGIN

   
PRINT
 
'Hello world.'

   
SET
 
@i
 
=
 
@i
 
+
 
1

END

```

## DELETE, UPDATE 문 변경
Idle 플래그에 속하는 모든 users 삭제의 예는 다음과 같다.
```
DELETE
 
users

  
FROM
 
users
 
AS
 
u

  
INNER
 
JOIN
 
user_flags
 
AS
 
f

    
ON
 
u
.
id
 
=
 
f
.
id

WHERE
 
f
.
name
 
=
 
'idle'

```

## BULK INSERT
BULK INSERT는 대량의 데이터 적재 처리, 여러 줄을 테이블로 삽입, 외부 시퀀스 파일로부터 데이터 읽기를 구현하는 트랜잭트 SQL 문이다.

## TRY CATCH
SQL 서버 2005를 기점으로 마이크로소프트는 TRY CATCH 추가 로직을 도입하여 예외 형 동작을 지원한다. 이러한 동작은 개발자들이 자신들의 코드를 단순화할 수 있게 하고 각 SQL 실행문 이후에 @@ERROR 검사를 남길 수 있게 한다.
```
--
 
begin
 
transaction

BEGIN
 
TRAN

BEGIN
 
TRY

   
--
 
execute
 
each
 
statement

   
INSERT
 
INTO
 
MYTABLE
(
NAME
)
 
VALUES
 
(
'ABC'
)

   
INSERT
 
INTO
 
MYTABLE
(
NAME
)
 
VALUES
 
(
'123'
)

   
--
 
commit
 
the
 
transaction

   
COMMIT
 
TRAN

END
 
TRY

BEGIN
 
CATCH

   
--
 
rollback
 
the
 
transaction
 
because
 
of
 
error

   
ROLLBACK
 
TRAN

END
 
CATCH

```

## 같이 보기
- PL/pgSQL (PotsgreSQL)
- 어댑티브 서버 엔터프라이즈(Adaptive Server Enterprise, 사이베이스)
- PL/SQL (오라클)
- SQL/PSM (ISO 표준)